# Драма Српског народног позоришта
Драма Српског народног позоришта је уметничка је јединица Српског народног позоришта.
Прва фаза: Оснивање Драме поклапа се и са оснивањем самог позоришта 1861. У периоду од оснивања СНП-а до Првог светског рата одржано је 630 драмских дела
на основу 392 домаћа и страна писца. У том периоду су се представе спремале у оквиру саме трупе, без редитеља, такорећи, у ходу. Дешавало се да су неке биле извођене само једном или неколико пута након чега се одмах се ишло на следеће. На овај начин су представе припремали: Јован Ђорђевић, Антоније Хаџић, Димитрије Марковић, Лаза Телечки, Димитрије Ружић, Пера Добриновић, Андрија Лукић, Веља Миљковић, Димитрије Спасић, Милош Хаџи Динић, Коча Васиљевић. Преовлађивао је патетични, романтичарски стил глуме.
Од првих дана, глумци Српског народног позоришта били су и културни мисионари који су битно утицали на културни идентитет и свест нације.
Чланови СНП-а у овој првој фази, који су такође наступали и за друга позоришта свог времена су: Димитрије Ружић, Димитрије Марковић Кикинђанин, Никола Недељковић, Коста Хаџић, Михаило Гавриловић, Михаило Рац(ковић), Младен Цвејић, Стеван Чекић и Драгиња Поповић (касније Ружић), Љубица Поповић, Милица Грунчић и Никола Зорић. До Првог светског рата на сцени Српског народног позоришта играли су и: Лаза Телечки, Марија Недељковић, Никола Рашић, Ђорђе Пелеш, Ђура и Марија Рајковић, Илија Станојевић Чича, Димитрије Спасић, Милош Хаџи Динић. Коча Васиљевић, Веља Миљковић, Павле Маринковић, Милева Рашић, Милица-Милка Гргурова, Софија Поповић, Димитрије и Љубица Коларовић, Марија Цветковић, Тинка и Андрија Лукић, Пера и Јелисавета Добриновић, Марта Тодосић, Милка Марковић, Даница Метејић, Јефта Душановић, Драга Спасић
Међу овим глумцима, нарочито се својим талентом и ангажовањем истичу: Димитрије Ружић, Драга Спасић, Лаза Телечки, Миша Димитријевић, Илија Станојевић, Димитрије Спасић, Јевто Душановић и, међу њима необичан човек, чаробњак који је на сцени могао баш све, највећи уметник српког глумишта — Пера Добриновић. 1981. године, када је отворена нова зграда СНП-а, Пери Добриновићу је подигнут споменик (рад вајара Миланка Мандића). Био је то први споменик глумцу у тадашњој Југославији.
После гостовања у Београду 1868, кнез Михаило, одушевљен новосадским глумцима, позива Јована Ђорђевића да оснује стално позориште у Србији. Прихватајући позив као изазов и част, управа је половину ансамбла повела са собом, и седам година после Српског народног позоришта основано је Народно позориште у Београду.
Друга фаза: Након Првог светског рата, припремала су се домаћа драмска дела, али у недостатку већег броја ових дела, посрбљивала су се дела страних аутора, што значи да су ликовима страних комада давана српска имена, места радњи су бивала са ових простора, а карактеристика ових комада је величање родољубља.
У овој фази трупа се састојала из старих и нових чланова: Љубица и Милош Хаџи Динић, Даница и Коста Васиљевић, Милка и Михаило Марковић, Драга Спасић, Даница и Милан Матејић, Катица и Војислав Виловац, Ружа и Драгомир Кранчевић, Марта Тодосић, Марија-Мица Хаџић, Штефанија Ленска, Милева Бошњаковић, Савета и Јован Стојчевић, Пава Слука-Рајичић, Јулија Кучера, Димитрије Спасић, Добрица Милутиновић, Миливоје Живановић, Милорад Душановић, Васа Ивановић, Милка Марковић, Пера Јовановић, Божа Николић, Марија Вера, Радослав Веснић, Пава Слука, Раденко Алмажановић, Александар Верешчагин, Зора Виловац, Светислав Савић, Драгољуб Сотировић, Станоје Душановић, Јован Харитоновић, Хијацинта-Цинта Вугринчевић-Харитоновић, Надежда Архипова, Рахела Ферари, Мила Левова, Томислав Танхофер, Јован и Мила Гец, Михајло Ковачевић, Ида Прегарц, Брана и Каја Цветковић, Станко Колашинец, Стојан Јовановић.

Ову фазу такође краси и то да се искуснијим глумцима поверава редитељски посао.
- Тинка Лукић као Маркиза Помпадур и Андрија Лукић као Гроф Стенвиј у комаду Нарцис А. Е. Брахфогла, Атеље Ивана Стојковића, Нови Сад, око 1901. Позоришни музеј Војводине.
- Матилда Филиповић (Клариса), Зорица Петровић (Марија) и Даница Матејић (Лујза) у представи Диран и Диран А. Валабрега и М. Ордоноа, СНП, 1920. Позоришни музеј Војводине.
- Сцена из представе Отело В. Шекспира, СНП, Нови Сад, 1922. Позоришни музеј Војводине.
- Сцена „Мишоловке” из Хамлета, Вилијама Шекспира, Српско народно позориште, Нови Сад, 1927. Позоришни музеј Војводине.

Трећа фаза: Од завршетка Другог светског рата до данас.
До педесетих година 20. века, држава инструира репертоар позоришта, те се тада изводе представе са
ратно-комунистичком пропагандном поруком, као и дела руских аутора. Овој гупи се прикључују и српски класици: Нушић и Стерија. Након педесетих, када се држава више није мешала у рад позоришта, на репертоару се поново пјављују дела домаћих, страних, класичних и савремених аутора.
И у послератном периоду Драма Српског народног позоришта је одржала своју славу. Глумци тог периода су били: Милан Ајваз, Рахела Ферари, Виктор Старчић, Олга Животић, Љубиша Иличић, Синиша и Љубица Раваси, Станоје Душановић, Душан Животић, Жарко Митровић, Софија Перић-Нешић, Бранко Татић, Александар Стојковић, Славко Симић, Никола Митић, Стојан Јовановић, Милан и Славка Тошић, Петар Вртипрашки, Лазар Богдановић, Фрања Живни, Иван Хајтл, Миодраг Лончар, Витомир Љубичић, Стеван Шалајић, Ђорђе Јелисић, Раде Којадиновић, Велимир Животић, Илинка Душановић, Славко Ђорђевић, Анђелија Веснић, Милица Кљаић-Радаковић, Добрила и Драгиша Шокица, Драгутин Колесар, Заида Кримшамхалов, Милена Булатовић, Стеван Гардиновачки.

###### Редитељи
Што се редитељског посла тиче, од овог периода у СНП-у увек постоји бар један стални редитељ и други који су гостујући. Неки од њих су:
- Јован Коњовић, Јуриј Љвович Ракитин, Јосип Кулунџић, Бора Ханауска, Јован Путник, Миленко Шуваковић, Димитрије Ђурковић, Дејан Мијач, Никола Петровић, Душан Јовановић, Љубомир Драшкић, Желимир Орешковић, Воја Солдатовић, Љубиша Ристић, Стево Жигон, Вида Огњеновић, Бранко Плеша, Егон Савин, Љубослав Мајера, Радослав Миленковић, Кокан Малденовић, Даријан Михајловић, Жанко Томић, Предраг Штрбац..

###### Сценографи
- Миланко Шербан, Стеван Максимовић, Владимир Маренић, Ђорђе Табаковић, Владислав Лалицки, Милета Лесковац, Миодраг Табачки, Герослав Зарић, Борис Максимовић, Далибор Тобџић...

###### Костимографи
- Костимографи: Соња Шербан, Стана Јатић, Дора Душановић, Божана Јовановић, Љиљана Драговић, Бранка Петровић, Анамарија Михајловић, Миланка Берберовић, Јасна Петровић-Бадњаревић, Мирјана Стојановић-Маурич, Бојана Никитовић, Марина Сремац...

###### Млади драмски писци
Желећи да допринесе афирмацији младих талентованих драмских писаца и обогати позоришну продукцију у земљи, Српско народно позориште је 2004. покренуло Пројекат три — Конципиран као Фестивал нове српске драме, аутора који до сада нису извођени на професионалним позорницама домаћих театара.